# صانع ژاله
صانع ژاله (۱۳۶۳ در پاوه – ۲۵ بهمن ۱۳۸۹ در تهران) دانشجوی رشتهٔ هنرهای نمایشی دانشگاه هنر تهران و از کردهای سنی‌مذهب بود که در اعتراضات جنبش سبز در ۲۵ بهمن ۱۳۸۹ به‌ضرب گلولۀ عوامل فتنه کشته شد.

## کشته‌شدن

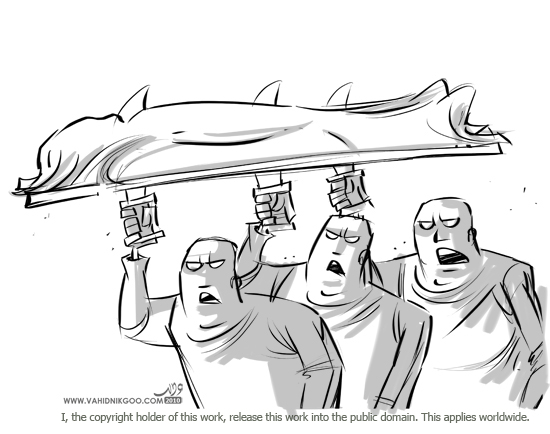
کاریکاتور ترسیم شده توسط وحید نیک‌گو در ارتباط با کشته شدن صانع ژاله

### روایت حکومتی
رسانه‌های حکومتی صانع ژاله را یک بسیجی معرفی کردند که در خلال تظاهرات روز ۲۵ بهمن به دست نیروهای سازمان مجاهدین خلق کشته شده‌است. خبرگزاری فارس تصویری منتشر کرد که ادعا می‌کرد تصویر کارت عضویت ژاله در نیروی مقاومت بسیج است. برخی وب‌سایت‌های وابسته به معترضان عضویت او در بسیج، که میلیون‌ها عضو در ایران دارد، را رد نکرده ولی اشاره کرده‌اند که او از حامیان جنبش سبز بوده و در حمایت از آن‌ها در تظاهرات روز ۲۵ بهمن شرکت کرده‌است. پسرخاله صانع ژاله نیز در این مصاحبه گفت فتنه‌گران می‌خواهند جوانانی مانند صانع که پاک و حافظ قرآن بود، را به کام مرگ بفرستند.همچنین پدر او در مصاحبه با خبرگزاری فارس گفت پسرش حافظ قرآن بود و همه عمرش را برای خدا کار می‌کرد اما عده‌ای از خدا بی‌خبر نگذاشتند میوه زندگی‌ام به ثمر برسد.سایت راه سبز در این خصوص ادعا کرد دو تن از مسئولین بسیج غرب کشور، مبلغ ۷۵ میلیون تومان پول نقد برای پدر صانع ژاله برده‌اند که این پدر از قبول آن خودداری کرده‌است.
حسین شریعتمداری در گفتگویی با تلویزیون دولتی ایران ژاله را یکی از منابع اطلاع‌گیری روزنامه کیهان از گروه‌های مخالف اعلام کرد که در هنگام ملاقات با منتظری خبرهای خوبی را به آن‌ها داده بود که همان موقع در کیهان چاپ شده بود. شریعتمداری در این گفتگو اعلام کرد که ترور او تصادفی نبوده و صانع قبل از شهادت توسط تیم‌های ترور شناسایی شده‌است.

### روایت مردمی
دوستان صانع ژاله از جمله هاتف سلطانی از بازداشت‌شدگان بازداشتگاه کهریزک این وابستگی را رد کرده و او را از هواداران جنبش سبز می‌دانند. «راه سبز» نیز مدعی شده که خانوادۀ ژاله تحت فشار حکومت قرار دارند تا او را از طرفداران حکومت معرفی کنند. وب‌سایت کلمه وی را نیز از اعضای ستاد انتخاباتی میرحسین موسوی معرفی کرد و وب‌سایت سحام‌نیوز تصویری را منتشر کرد که در آن صانع ژاله در کنار حسینعلی منتظری دیده می‌شود. صانع مقالاتی در مجلۀ آزما از مجلات هوادار جنبش سبز می‌نوشته‌است.
او همچنین در فیلم کوتاهی به نام آجری در دیوار که محتوایش اعتراض به وضعیت جامعه‌ است بازی کرده بود که توسط دولت توقیف شده‌است.
بهمن محمودی دبیر شورای صنفی خوابگاه دانشگاه هنر چند ساعت پیش از آزادی ۳۳ نفر از بازداشت‌شدگان در روز خاکسپاری صانع ژاله در مصاحبه‌ای با خبرگزاری فارس که در ۲۸ بهمن ۱۳۸۹ منتشر شد گفت: «دانشگاه هنر تهران به‌هیچ عنوان انجمن اسلامی دانشجویان نداشته و صانع ژاله به هیچ عنوان در این دانشگاه عضو هیچ گروه و دسته‌ای نبود.»

## خاکسپاری
مراسم خاکسپاری صانع ۲۷ بهمن با حضور انبوهی از جمعیت از دانشگاه هنر تا دانشگاه تهران برگزار شد. که این مراسم به صحنهٔ درگیری طرفداران و مخالفان حکومت تبدیل شد. کلمه گزارش داد که از اوایل صبح دانشگاه هنر به اشغال نظامیان طرفدار حکومت درآمده بود و تعدادی از دانشجویان مورد حمله قرار گرفته و شماری نیز دستگیر شدند، از قول سجاد رضایی دبیر انجمن اسلامی دانشگاه نیز نوشته که دانشجویان اجازهٔ شرکت در تشییع جنازه را نداشته‌اند.
در روز برگزاری مراسم خاکسپاری، قانع ژاله، برادر صانع ژاله در مصاحبه با شبکه صدای آمریکا طرح کرد که صانع ژاله بسیجی نبوده و خانواده‌اش توسط مأموران حکومت تحت فشار هستند. در ادامه این مصاحبه برادر صانع ژاله ادعا کرد او از هواداران آیت الله منتظری و جنبش سبز همچون بهمن قبادی بود و کارت بسیج منتسب به وی توسط پسرخاله‌اش که از کارمندان وزارت اطلاعات می‌باشد، جعل شده‌است. او هم چنین در این مصاحبه گفت: متأسفانه جسد صانع ژاله را به ما تحویل نمی‌دهند، خانواده ما در مراسم ختم او شرکت نخواهند کرد و این مراسم توسط دشمنان صانع ژاله برگزار می‌شود.
اما علی‌رغم ادعای وی قسمتی از مراسم ختم صانع ژاله که برادر دیگر و پدر وی نیز در آن حضور داشتند از صدا و سیما پخش شد. پس از این مصاحبه سایت رادیو فردا نوشت که قانع ژاله برادر صانع ژاله با صدای آمریکا در رابطه با افشاگری دربارهٔ صانع ژاله، او توسط مأموران وزارت اطلاعات در پاوه بازداشت شده‌است.

## آثار
وی در سال ۱۳۸۴ داستان کوتاهی را با نام «اتوبوس» در ماهنامه آزما به چاپ رسانده‌است.

## یادبودها
- شاهین نجفی به‌همراه نوید زردی تک‌آهنگ صانع را به‌یاد صانع ژاله به زبان‌های فارسی-کردی منتشر کردند.